# Sushi Shop
Sushi Shop est une chaîne française de restauration rapide japonaise, fondée en 1998 par Grégory Marciano et Hervé Louis.
La chaîne de restaurants Sushi Shop est le leader européen sur son créneau avec plus de 160 magasins dans douze pays et un chiffre d'affaires de 202 millions d'euros en 2017, dont plus de la moitié provient de la commande en ligne livrée aux clients.

## Présentation
L'entreprise Sushi Shop est fondée en 1998 par Grégory Marciano et Hervé Louis, rejoints ensuite en 2006 par Adrien de Schompré.
Le premier point de vente historique a ouvert rue de Longchamp, à Paris. 
En 2005, Sushi Shop compte une vingtaine de boutiques à Paris[réf. nécessaire]. L'année suivante, avec l’ouverture à la franchise, le réseau est complété par des ouvertures en région. Sushi Shop développe également son réseau à l'étranger. En 2011, la chaîne est présente en Belgique, au Luxembourg, en Suisse en Italie et en Espagne. En 2012, une boutique est inaugurée à New York (fermée en 2014), puis Dubaï et Londres en 2013. En novembre 2014, le réseau s’étend en Allemagne avec l’ouverture d’une boutique à Francfort[réf. nécessaire]. A fin 2016, Sushi Shop compte 117 magasins au design moderne et épuré, situés dans des zones très fréquentées, dans 11 pays différents[réf. nécessaire]. Le réseau comprend des succursales et des magasins franchisés. L'enseigne continue son développement en 2017.
La marque Sushi Shop s'associe régulièrement avec des chefs reconnus tels que Cyril Lignac (Carte 2011), Jean-François Piège (Carte 2012), Thierry Marx (Carte 2013),, Joël Robuchon (Carte 2014), Kei Kobayashi (carte 2017) ou Mory Sacko (en 2022).
Sushi Shop a aussi établi des partenariats avec la marque d'orfèvrerie Christofle, le couturier Kenzo Takada, ou encore avec Kravitz Design, studio de design fondé par le chanteur Lenny Kravitz, et le top model Kate Moss ou encore l'artiste Brésilien Fernando Togni (Box Brésil 2014).
Depuis septembre 2011, 25 % du capital de la chaîne est détenu par Naxicap Partners. En juillet 2018 l'opérateur européen de restaurants AmRest annonce l'acquisition de Sushi Shop Group, pour 240 millions d'euros.